# Papiro 86
O Papiro 86 ({\displaystyle {\mathfrak {P}}}86) é um antigo papiro do Novo Testamento que contém fragmentos do capítulo cinco do Evangelho de Mateus (5:13-16, 22-25).